# Prix Jacobus Van Looy

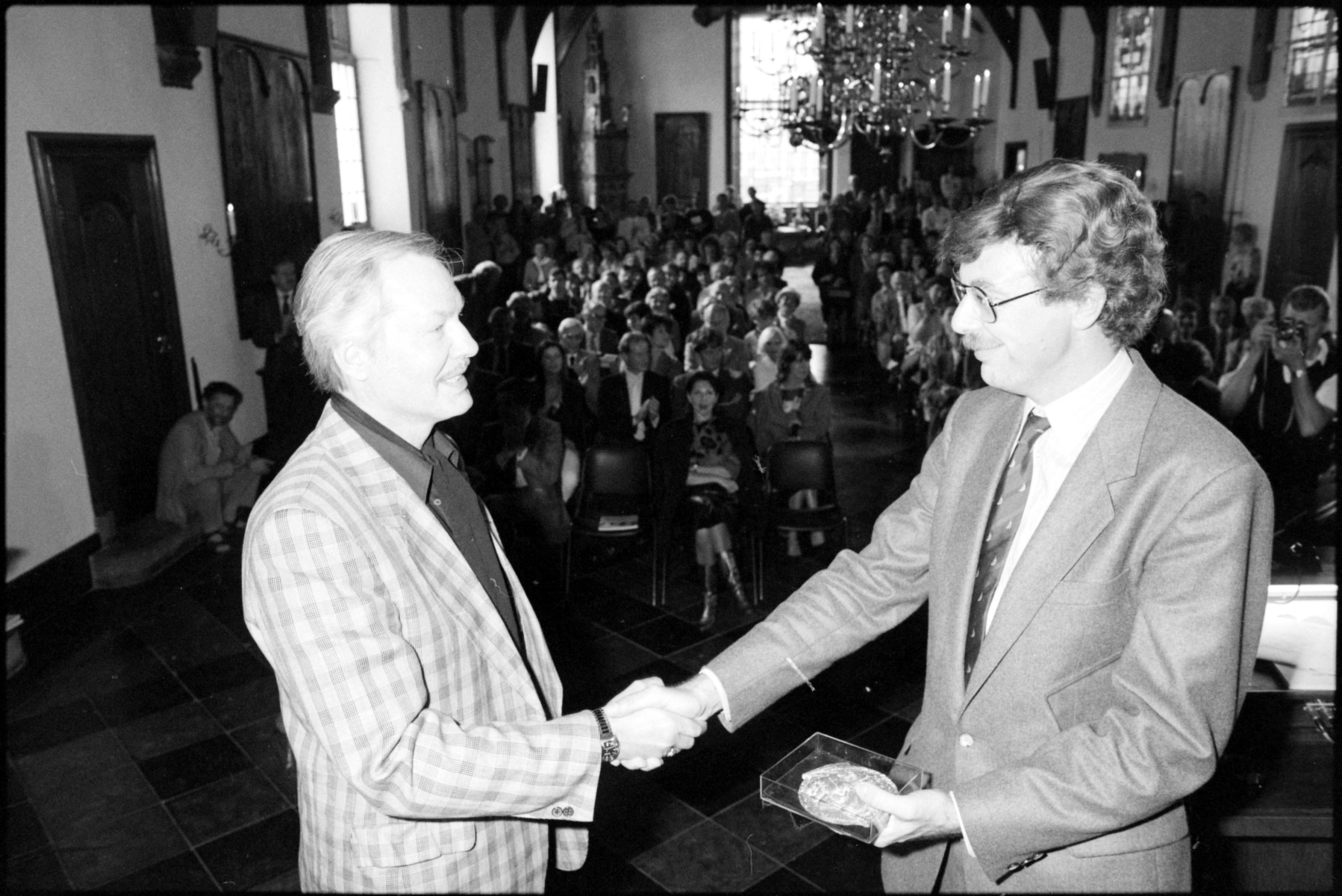
Le Prix Jacobus van Looy est remis à Armando à Haarlem, Pays-Bas, en 1985.

Le prix Jacobus van Looy est une récompense qui était décernée aux Pays-Bas une fois tous les cinq ans, à des artistes  qui se sont distingués dans les domaines de la littérature et des arts visuels. Il n'a été remis que six fois, entre 1985 et 2010, la fondation qui l'attribuait ayant été dissoute.

## Historique
Le prix  est nommé en l’honneur du peintre et écrivain néerlandais Jacobus van Looy. Il a été créé à l’initiative des poètes Jan Elburg et Louis Ferron et concrétisé via la Fondation Jacobus van Looy à Haarlem. Il est destiné à récompenser des artistes qui, comme Van Looy, se sont distingués tant dans les domaines pictural (ou arts graphiques en général) que littéraire.
Les  œuvres peintes ou dessinées par les lauréats étaient temporairement exposées dans une des salles du Frans Hals Museum - Hal à Haarlem. Un catalogue était édité pour l’occasion. L’année de sa création, le montant du prix s’élevait à 5 000 florins néerlandais (l'équivalent de 2 268,90 € lors du passage à l’euro) ; il est ensuite passé à 2 500 €.
Décerné une fois tous les cinq ans entre 1985 et 2010, année de dissolution de la Fondation, il n’y a eu que six lauréats.

## Lauréats
Liste des six lauréats :
- 1985 : Armando (1929-2018), peintre, sculpteur et écrivain  néerlandais ;
- 1990 : Lucebert, poète, dessinateur et peintre néerlandais ;
- 1995 : Breyten Breytenbach, poète, écrivain, dramaturge, peintre sud-africain ;
- 2000 : Charlotte Mutsaers , peintre, écrivaine et essayiste néerlandaise ;
- 2005 : Wim T. Schippers, artiste pluridisciplinaire néerlandais, lié au mouvement Fluxus ;
- 2010 : Peter van Straaten, bédéiste et dessinateur de presse néerlandais.